# پارک اتکینز
پارک اتکینز (به انگلیسی: Atkins Park) یک محله و بافت تاریخی در ایالات متحده آمریکا است که در آتلانتا واقع شده‌است.